# Abylaikhan Zhumabek
Abylaikhan Zhumabek (Taraz, 19 de octubre de 2001) es un futbolista kazajo que juega en la demarcación de delantero para el FC Zhetysu Taldykorgan de la Liga Premier de Kazajistán.

## Selección nacional
Tras jugar en distintas categorías inferiores de la selección, finalmente hizo su debut con la selección de fútbol de Kazajistán en un encuentro de la Liga de Naciones de la UEFA 2022-23 contra Bielorrusia que finalizó con un resultado de 2-1 a favor del combinado kazajo tras el gol de Pavel Savitski para Bielorrusia, y de Mikhail Gabyshev y Baktiyar Zainutdinov para Kazajistán.

## Clubes
| Club                   | País       | Año       | Partidos | Goles |
| ---------------------- | ---------- | --------- | -------- | ----- |
| FC Taraz               | Kazajistán | 2018-2022 | 65       | 16    |
| FC Aktobe              | Kazajistán | 2023-2024 | 22       | 1     |
| FC Zhetysu Taldykorgan | Kazajistán | 2024-     | 11       | 0     |